# Masters of the Universe (film, 2026)
Pour les articles homonymes, voir Les Maîtres de l'univers (homonymie).
Pour plus de détails, voir Fiche technique et Distribution.
Masters of the Universe est un film américain réalisé par Travis Knight et dont la sortie est prévue en 2026. 
Il s'agit d'une adaptation cinématographique de la franchise Les Maîtres de l'univers de Mattel. C’est la seconde adaptation en prise de vue réelle de la franchise après le film de 1987 et lui sert de reboot au cinéma.

## Synopsis
À l'âge de 10 ans, le Prince Adam s'écrase sur Terre, la planète d'origine de sa mère, la Reine Marlena. Une vingtaine d'années plus tard, il retrouve son épée magique et devient le héros He-Man. Il retourne alors sur Eternia, sa planète natale, pour sauver la population du terrible Skeletor.

## Fiche technique
Sauf indication contraire, les informations mentionnées dans cette section peuvent être confirmées par la base de données cinématographiques IMDb,  présente dans la section « Liens externes ».
- Titre original : Masters of the Universe
- Réalisation : Travis Knight
- Scénario : Chris Butler, d'après la franchise Les Maîtres de l'univers de Mattel
- Direction artistique : Dominique Law
- Décors : Guy Hendrix Dyas
- Costumes : Richard Sale
- Photographie : Fabian Wagner
- Production : Todd Black, Jason Blumenthal, Steve Tisch et Robbie Brenner
- Production déléguée : Bill Bannerman
- Sociétés de production : Metro-Goldwyn-Mayer, Mattel Films et Escape Artists
- Société de distribution : Amazon MGM Studios (États-Unis et Canada)
- Pays de production :  États-Unis
- Langue originale : anglais
- Format : couleur  — son Dolby Atmos
- Genres : fantastique et super-héros
- Dates de sortie : Dates sujettes à modification
  - États-Unis et Canada : 5 juin 2026

## Distribution
- Nicholas Galitzine : Adam Glenn / le Prince Adam / He-Man
  - Artie Wilkinson-Hunt : Adam jeune
- Camila Mendes : Teela
  - Eire Farrell : Teela jeune
- Jared Leto : Skeletor
- Alison Brie : le professeure Evelyn Powers / Evil-Lyn
- Idris Elba : Duncan / Man-At-Arms
- Sam C. Wilson :  Kronis / Trap Jaw
- Hafþór Júlíus Björnsson : Goat Man
- Kojo Attah : Tri-Klops
- Morena Baccarin : la sorcière du Château des Ombres
- Jóhannes Haukur Jóhannesson : Malcolm / Fisto
- Sasheer Zamata : Suzie
- James Purefoy : le Roi Randor
- Charlotte Riley : Marlena Glenn / la Reine Marlena
- Jon Xue Zhang : Ram-Man

## Production

### Genèse et développement
Après une première adaptation en prise de vue réelle, Les Maîtres de l'Univers, qui sort en 1987, Mattel annonce en 2007 avoir vendu les droits d'adaptation de la franchise à 20th Century Fox. Le studio lance le développement d'un nouveau film via sa filiale Fox 2000 Pictures et la réalisation est confiée à John Woo. Néanmoins, le projet ne décolle pas et Mattel récupère les droits. Au début de l'année 2009, Warner Bros. acquiert les droits et annonce que John Stevenson va réaliser le long métrage qui sera intitulé Grayskull. En mai 2009, il est précisé qu'Evan Daugherty travaille sur le scénario et que Joel Silver servira de producteur. 
En septembre 2009, Mattel décide de reprendre les droits et de les vendre à Sony Pictures Entertainment, la société ayant eu des désaccords sur la direction créative du film avec Silver sur la première version du projet. Sony recrute les producteurs Todd Black, Jason Blumenthal et Steve Tisch qui commencent à développer le projet pour Columbia Pictures. En avril 2010, le studio engage Mike Finch et Alex Litvak pour écrire un nouveau script. En 2012, il est révélé que le studio est en négociation avec le réalisateur Jon M. Chu. Dolph Lundgren, interprète de Musclor dans le film de 1987, déclare dans une interview qu'il serait intéressé pour jouer dans le film mais cette fois-ci dans le rôle du roi Randor. En octobre 2012, Richard Wenk est engagé pour réécrire le script. En mars 2013, Jon M. Chu déclare que le film est encore en phase d'expérimentation,. En octobre 2013, The Hollywood Reporter rapporte que Terry Rossio écrit un nouveau script qui se déroule sur Eternia, mais précise que Jon M. Chu ne réalisera finalement pas le film. En janvier 2014, plusieurs réalisateurs sont évoqués pour reprendre le projet : Joe Cornish, Rian Johnson, Andrés Muschietti, ou encore les duos Kirk DeMicco / Chris Sanders et Phil Lord / Chris Miller. Le mois suivant, c'est au tour de Mike Cahill, Jeff Wadlow, Harald Zwart ou Chris McKay de figurer sur la short list de metteurs en scène,. En avril 2014, c'est finalement Jeff Wadlow qui est confirmé à la réalisation,.
En août 2015, le scénariste Christopher Yost rejoint le projet. En janvier 2016, le site Deadline.com révèle que McG pourrait finalement reprendre le poste de réalisateur, alors que le script de Finch et Litvak va être réécrit. En juin 2016, l'acteur Kellan Lutz révèle sur Twitter avoir eu une réunion avec McG et Mary Viola au sujet du rôle de Musclor,. En avril 2017, alors qu'une sortie est fixée à décembre 2019, il est annoncé que McG a à son tour quitté le film et David S. Goyer a été chargé d'une énième réécriture du script. En décembre 2017, il est précisé qu'en plus du scénario, David S Goyer devrait également réaliser le film,. En février 2018, Variety annonce qu'il a finalement décidé de se retirer du poste de réalisateur, pour se concentrer sur d'autres projets, mais qu'il reste sur le projet comme producteur délégué et scénariste. Carlos Huante, concepteur de créatures et ancien artiste chez Industrial Light and Magic et qui avait travaillé sur la série d'animation Les Maîtres de l'Univers de Filmation, avait été embauché par Goyer pour travailler sur son film. En interview, Carlos Huante révèle que Sony estime que le scénario de David S. Goyer est trop coûteux à réaliser car il implique une échelle épique semblable à la trilogie Le Seigneur des Anneaux de Peter Jackson et que ses idées ne seront plus utilisées.
En avril 2018, Variety annonce qu'Aaron et Adam Nee vont réaliser le film,. En janvier 2019, Art Marcum et Matt Holloway sont annoncés pour écrire une nouvelle ébauche de script. En mars 2019, Noah Centineo est évoqué pour le rôle principal. L'acteur confirme sa participation un mois plus tard. Cependant, en avril 2021, il est finalement révélé qu'il a abandonné le rôle de Musclor.
En janvier 2022, après plusieurs années de développement compliquées, il est annoncé que Sony a vendus les droits à Netflix. La plateforme de streaming avait déjà collaborée avec Mattel sur la franchise, ayant diffusé les séries d'animation Les Maîtres de l'univers : Révélation, Musclor et les Maîtres de l'Univers ou encore She-Ra et les Princesses au pouvoir. Kyle Allen est alors annoncé pour jouer le rôle de Musclor. Il est à cette époque précisé que les frères Aaron et Adam Nee ont réécrit le script avec David Callaham. En octobre 2022, Kyle Allen dévoile qu'il travaille six heures par jour pour se préparer au rôle. En juillet 2023, Netflix abandonne finalement le film pour des raisons budgétaires, après avoir dépensé 30 millions de dollars en développement. Mattel cherche alors un nouvel acheteur.
En novembre 2023, il est révélé qu'Amazon MGM Studios cherche à racheter les droits du film. En février 2024, Travis Knight est annoncé en négociations pour le poste de réalisateur, alors que Chris Butler est chargé de réécrire le script. En mai 2024, Travis Knight est officiellement confirmé sur le projet pour Amazon MGM Studios.

### Attribution des rôles

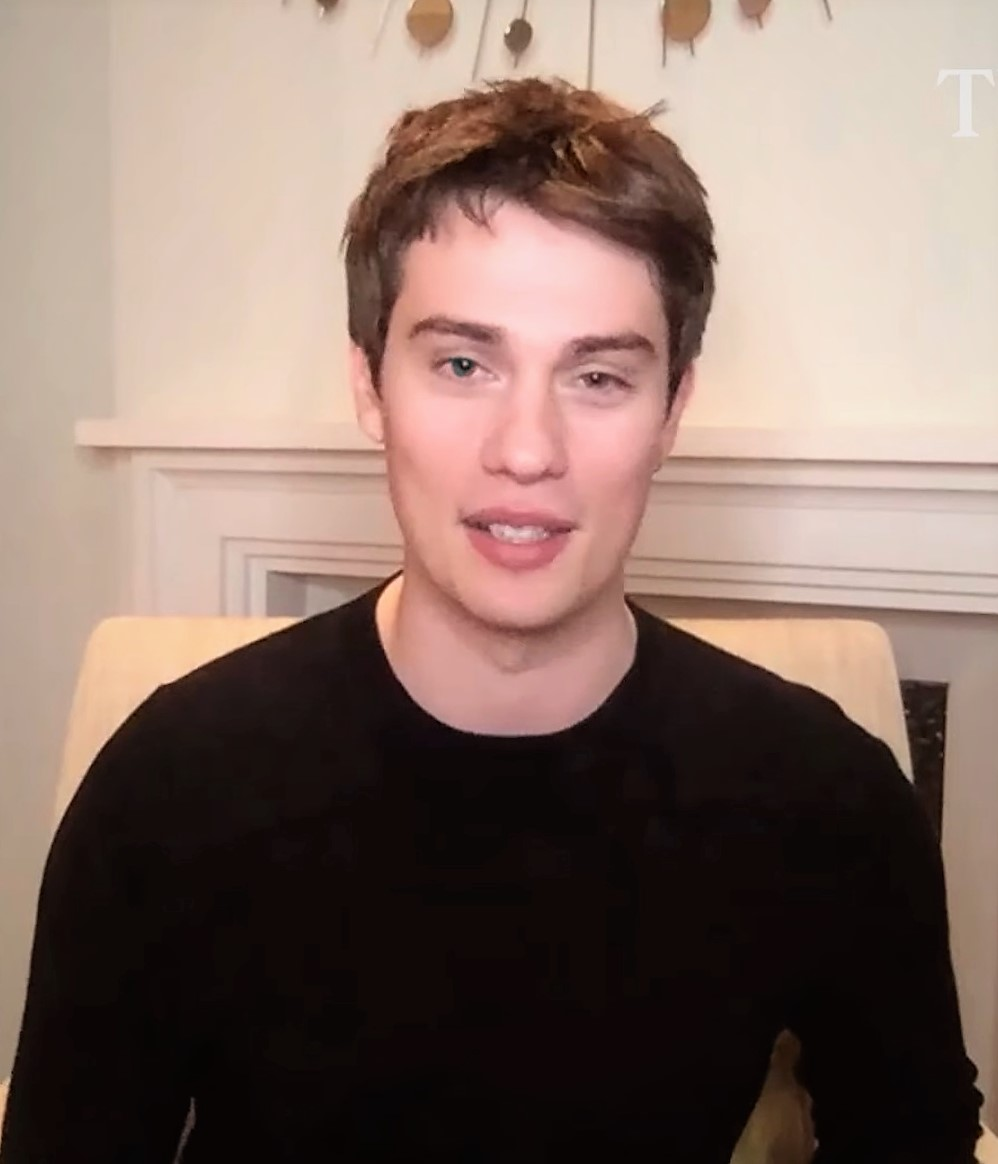
Nicholas Galitzine, l'interprète de Musclor.

En mai 2024, Nicholas Galitzine est choisi pour le rôle de Musclor (He-Man en anglais), remplaçant ainsi Kyle Allen, prévu depuis 2022,. En août 2024, il est annoncé que Camila Mendes a quitté le film Souviens-toi… l'été dernier et rejoint le projet pour le rôle de Teela. En septembre, c'est au tour d'Alison Brie de rejoindre le film, dans le rôle d'Evil-Lyn.
Le rôle de Skeletor est proposé à Jared Leto. En novembre 2024, Idris Elba rejoint la distribution dans le rôle de Man-At-Arms. En décembre 2024, Jared Leto est officiellement confirmé pour incarner Skeletor, alors que Sam C. Wilson, Hafþór Júlíus Björnsson et Kojo Attah sont également annoncés à la distribution. En février 2025, Morena Baccarin et Jóhannes Haukur Jóhannesson rejoignent le film dans les rôles respectifs de la sorcière du château des ombres et Fisto.

### Tournage
Les premières versions du projet devaient à l'origine entamer leurs tournages en juillet 2019 à Prague pour la version de Sony Pictures puis en été 2022, et enfin en avril 2023 pour la version de Netflix.
Le tournage de la version finale du film débute officiellement le 6 janvier 2025 à Londres,,. Il se termine le 13 juin 2025.